# Caldecottmedaljen
Caldecottmedaljen (officiellt engelskt namn: Randolph Caldecott Medal; inofficiellt: Caldecott Medal) delas årligen ut av Association for Library Service to Children som i sin tur lyder under American Library Association (ALA). Medaljen tilldelas den författare/konstnär som skapat årets bilderbok för barn. Priset har fått sitt namn efter den engelske illustratören Randolph Caldecott. Tillsammans med Newberymedaljen (Newbery Medal) och Laura Ingalls Wilder Medal är Caldecottmedaljen det mest prestigefyllda amerikanska barnbokspriset. Frederic G. Melcher föreslog 1937 skapande av ett andra pris efter Newberymedaljen eftersom många personer ansåg att illustratörerna som skapade bilderböcker för barn var lika förtjänta av ära och uppmuntran som författarna till barnböcker. Rene Paul Chambellan designade medaljens utformning 1937.

## Mottagare av Caldecottmedaljen
| År   | Mottagare                       | Boktitel                                                                     | Pris    |
| ---- | ------------------------------- | ---------------------------------------------------------------------------- | ------- |
| 1938 | Boris Artzybasheff              | Seven Simeons: A Russian Tale                                                | Ära     |
| 1938 | Dorothy P. Lathrop              | Animals of the Bible                                                         | Vinnare |
| 1938 | Robert Lawson                   | Four and Twenty Blackbirds                                                   | Ära     |
| 1939 | Laura Adams Armer               | The Forest Pool                                                              | Ära     |
| 1939 | James Daugherty                 | Andy and the Lion                                                            | Ära     |
| 1939 | Wanda Gág                       | Snow White and the Seven Dwarfs                                              | Ära     |
| 1939 | Thomas Handforth                | Mei Li                                                                       | Vinnare |
| 1939 | Robert Lawson                   | Wee Gillis                                                                   | Ära     |
| 1939 | Clare Turlay Newberry           | Barkis                                                                       | Ära     |
| 1940 | Ludwig Bemelmans                | Madeline                                                                     | Ära     |
| 1940 | Ingri och Edgar Parin d'Aulaire | Abraham Lincoln                                                              | Vinnare |
| 1940 | Lauren Ford                     | The Ageless Story                                                            | Ära     |
| 1940 | Berta och Elmer Hader           | Cock-a-Doodle Doo                                                            | Ära     |
| 1941 | Robert Lawson                   | They Were Strong and Good                                                    | Vinnare |
| 1941 | Clare Turlay Newberry           | April's Kittens                                                              | Ära     |
| 1942 | Wanda Gág                       | Nothing at All                                                               | Ära     |
| 1942 | Velino Herrera                  | In My Mother's House                                                         | Ära     |
| 1942 | Holling C. Holling              | Paddle-to-the-Sea                                                            | Ära     |
| 1942 | Robert McCloskey                | Make Way for Ducklings                                                       | Vinnare |
| 1942 | Maud och Miska Petersham        | An American ABC                                                              | Ära     |
| 1943 | Mary och Conrad Buff            | Dash and Dart                                                                | Ära     |
| 1943 | Virginia Lee Burton             | The Little House                                                             | Vinnare |
| 1943 | Clare Turlay Newberry           | Marshmallow                                                                  | Ära     |
| 1944 | Arnold E. Bare                  | Pierre Pidgeon                                                               | Ära     |
| 1944 | Plato Chan                      | The Good-Luck Horse                                                          | Ära     |
| 1944 | Jean Charlot                    | A Child's Good Night Book                                                    | Ära     |
| 1944 | Berta och Elmer Hader           | The Mighty Hunter                                                            | Ära     |
| 1944 | Elizabeth Orton Jones           | Small Rain: Verses From The Bible                                            | Ära     |
| 1944 | Louis Slobodkin                 | Many Moons                                                                   | Vinnare |
| 1945 | Marguerite de Angeli            | Yonie Wondernose                                                             | Ära     |
| 1945 | Marie Hall Ets                  | In the Forest                                                                | Ära     |
| 1945 | Elizabeth Orton Jones           | Prayer for a Child                                                           | Vinnare |
| 1945 | Kate Seredy                     | The Christmas Anna Angel                                                     | Ära     |
| 1945 | Tasha Tudor                     | Mother Goose                                                                 | Ära     |
| 1946 | Ruth Stiles Gannett             | My Mother Is the Most Beautiful Woman in the World                           | Ära     |
| 1946 | Maud och Miska Petersham        | The Rooster Crows                                                            | Vinnare |
| 1946 | Marjorie Torrey                 | Sing Mother Goose                                                            | Ära     |
| 1946 | Leonard Weisgard                | Little Lost Lamb                                                             | Ära     |
| 1946 | Kurt Wiese                      | You Can Write Chinese                                                        | Ära     |
| 1947 | Jay Hyde Barnum                 | Boats on the River                                                           | Ära     |
| 1947 | Tony Palazzo                    | Timothy Turtle                                                               | Ära     |
| 1947 | Leo Politi                      | Pedro, the Angel of Olvera Street                                            | Ära     |
| 1947 | Marjorie Torrey                 | Sing in Praise: A Collection of the Best Loved Hymns                         | Ära     |
| 1947 | Leonard Weisgard                | The Little Island                                                            | Vinnare |
| 1947 | Leonard Weisgard                | Rain Drop Splash                                                             | Ära     |
| 1948 | Marcia Brown                    | Stone Soup                                                                   | Ära     |
| 1948 | Virginia Lee Burton             | Song of Robin Hood                                                           | Ära     |
| 1948 | Roger Duvoisin                  | White Snow, Bright Snow                                                      | Vinnare |
| 1948 | Georges Schreiber               | Bambino the Clown                                                            | Ära     |
| 1948 | Dr. Seuss                       | McElligot's Pool                                                             | Ära     |
| 1948 | Hildegard Woodward              | Roger and the Fox                                                            | Ära     |
| 1949 | Berta och Elmer Hader           | The Big Snow                                                                 | Vinnare |
| 1949 | Robert McCloskey                | Blueberries for Sal                                                          | Ära     |
| 1949 | Leo Politi                      | Juanita                                                                      | Ära     |
| 1949 | Helen Stone                     | All Around the Town                                                          | Ära     |
| 1949 | Kurt Wiese                      | Fish in the Air                                                              | Ära     |
| 1950 | Marcia Brown                    | Henry Fisherman                                                              | Ära     |
| 1950 | Leo Politi                      | Song of the Swallows                                                         | Vinnare |
| 1950 | Dr. Seuss                       | Bartholomew and the Oobleck                                                  | Ära     |
| 1950 | Marc Simont                     | The Happy Day                                                                | Ära     |
| 1950 | Lynd Ward                       | America's Ethan Allen                                                        | Ära     |
| 1950 | Hildegard Woodward              | The Wild Birthday Cake                                                       | Ära     |
| 1951 | Marcia Brown                    | Dick Whittington and His Cat                                                 | Ära     |
| 1951 | Katherine Milhous               | The Egg Tree                                                                 | Vinnare |
| 1951 | Nicholas Mordvinoff             | The Two Reds                                                                 | Ära     |
| 1951 | Clare Turlay Newberry           | T-Bone, the Baby Sitter                                                      | Ära     |
| 1951 | Dr. Seuss                       | If I Ran the Zoo                                                             | Ära     |
| 1951 | Helen Stone                     | The Most Wonderful Doll in the World                                         | Ära     |
| 1952 | Marcia Brown                    | Skipper John's Cook                                                          | Ära     |
| 1952 | Marie Hall Ets                  | Mr. T. W. Anthony Woo                                                        | Ära     |
| 1952 | Margaret Bloy Graham            | All Falling Down                                                             | Ära     |
| 1952 | Nicholas Mordvinoff             | Finders Keepers                                                              | Vinnare |
| 1952 | Elizabeth Olds                  | Feather Mountain                                                             | Ära     |
| 1952 | William Pène du Bois            | Bear Party                                                                   | Ära     |
| 1953 | Marcia Brown                    | Puss in Boots                                                                | Ära     |
| 1953 | Fritz Eichenberg                | Ape in a Cape: An Alphabet of Odd Animals                                    | Ära     |
| 1953 | Margaret Bloy Graham            | The Storm Book                                                               | Ära     |
| 1953 | Juliet Kepes                    | Five Little Monkeys                                                          | Ära     |
| 1953 | Robert McCloskey                | One Morning in Maine                                                         | Ära     |
| 1953 | Lynd Ward                       | The Biggest Bear                                                             | Vinnare |
| 1954 | Ludwig Bemelmans                | Madeline's Rescue                                                            | Vinnare |
| 1954 | A. Birnbaum                     | Green Eyes                                                                   | Ära     |
| 1954 | Marcia Brown                    | The Steadfast Tin Soldier                                                    | Ära     |
| 1954 | Jean Charlot                    | When Will the World Be Mine?                                                 | Ära     |
| 1954 | Robert McCloskey                | Journey Cake, Ho!                                                            | Ära     |
| 1954 | Maurice Sendak                  | A Very Special House                                                         | Ära     |
| 1955 | Marcia Brown                    | Cinderella, or the Little Glass Slipper                                      | Vinnare |
| 1955 | Marguerite de Angeli            | Book of Nursery and Mother Goose Rhymes                                      | Ära     |
| 1955 | Tibor Gergely                   | Wheel on the Chimney                                                         | Ära     |
| 1955 | Helen Sewell                    | The Thanksgiving Story                                                       | Ära     |
| 1956 | Marie Hall Ets                  | Play With Me                                                                 | Ära     |
| 1956 | Feodor Rojankovsky              | Frog Went A-Courtin'                                                         | Vinnare |
| 1956 | Taro Yashima                    | Crow Boy                                                                     | Ära     |
| 1957 | James Daugherty                 | Gillespie and the Guards                                                     | Ära     |
| 1957 | Marie Hall Ets                  | Mr. Penny's Race Horse                                                       | Ära     |
| 1957 | Paul Galdone                    | Anatole                                                                      | Ära     |
| 1957 | William Pène du Bois            | Lion                                                                         | Ära     |
| 1957 | Marc Simont                     | A Tree is Nice                                                               | Vinnare |
| 1957 | Tasha Tudor                     | 1 Is One                                                                     | Ära     |
| 1958 | Don Freeman                     | Fly High, Fly Low                                                            | Ära     |
| 1958 | Paul Galdone                    | Anatole and the Cat                                                          | Ära     |
| 1958 | Robert McCloskey                | Time of Wonder                                                               | Vinnare |
| 1959 | Barbara Cooney                  | Chanticleer and the Fox                                                      | Vinnare |
| 1959 | Antonio Frasconi                | The House that Jack Built: La Maison Que Jacques A Batie                     | Ära     |
| 1959 | Maurice Sendak                  | What Do You Say, Dear?                                                       | Ära     |
| 1959 | Taro Yashima                    | Umbrella                                                                     | Ära     |
| 1960 | Adrienne Adams                  | Houses from the Sea                                                          | Ära     |
| 1960 | Marie Hall Ets                  | Nine Days to Christmas                                                       | Vinnare |
| 1960 | Maurice Sendak                  | The Moon Jumpers                                                             | Ära     |
| 1961 | Leo Lionni                      | Inch by Inch                                                                 | Ära     |
| 1961 | Nicolas Sidjakov                | Baboushka and the Three Kings                                                | Vinnare |
| 1962 | Adrienne Adams                  | The Day We Saw the Sun Come Up                                               | Ära     |
| 1962 | Marcia Brown                    | Once a Mouse                                                                 | Vinnare |
| 1962 | Maurice Sendak                  | Little Bear's Visit                                                          | Ära     |
| 1962 | Peter Spier                     | Fox Went out on a Chilly Night: An Old Song                                  | Ära     |
| 1963 | Bernarda Bryson                 | The Sun Is a Golden Earring                                                  | Ära     |
| 1963 | Ezra Jack Keats                 | The Snowy Day                                                                | Vinnare |
| 1963 | Maurice Sendak                  | Mr. Rabbit and the Lovely Present                                            | Ära     |
| 1964 | Leo Lionni                      | Swimmy                                                                       | Ära     |
| 1964 | Evaline Ness                    | All in the Morning Early                                                     | Ära     |
| 1964 | Philip Reed                     | Mother Goose and Nursery Rhymes                                              | Ära     |
| 1964 | Maurice Sendak                  | Where the Wild Things Are                                                    | Vinnare |
| 1965 | Marvin Bileck                   | Rain Makes Applesauce                                                        | Ära     |
| 1965 | Blair Lent                      | The Wave                                                                     | Ära     |
| 1965 | Beni Montresor                  | May I Bring a Friend?                                                        | Vinnare |
| 1965 | Evaline Ness                    | A Pocketful of Cricket                                                       | Ära     |
| 1966 | Roger Duvoisin                  | Hide and Seek Fog                                                            | Ära     |
| 1966 | Marie Hall Ets                  | Just Me                                                                      | Ära     |
| 1966 | Nonny Hogrogian                 | Always Room for One More                                                     | Vinnare |
| 1966 | Evaline Ness                    | Tom Tit Tot                                                                  | Ära     |
| 1967 | Ed Emberley                     | One Wide River to Cross                                                      | Ära     |
| 1967 | Evaline Ness                    | Sam, Bangs, and Moonshine                                                    | Vinnare |
| 1968 | Ed Emberley                     | Drummer Hoff                                                                 | Vinnare |
| 1968 | Leo Lionni                      | Frederick                                                                    | Ära     |
| 1968 | Taro Yashima                    | Seashore Story                                                               | Ära     |
| 1968 | Ed Young                        | The Emperor and the Kite                                                     | Ära     |
| 1969 | Blair Lent                      | Why the Sun and the Moon Live in the Sky                                     | Ära     |
| 1969 | Uri Shulevitz                   | The Fool of the World and the Flying Ship                                    | Vinnare |
| 1970 | Ezra Jack Keats                 | Goggles!                                                                     | Ära     |
| 1970 | Leo Lionni                      | Alexander and the Wind-Up Mouse                                              | Ära     |
| 1970 | Robert Andrew Parker            | Pop Corn & Ma Goodness                                                       | Ära     |
| 1970 | William Steig                   | Sylvester and the Magic Pebble                                               | Vinnare |
| 1970 | Brinton Turkle                  | Thy Friend, Obadiah                                                          | Ära     |
| 1970 | Margot Zemach                   | The Judge: An Untrue Tale                                                    | Ära     |
| 1971 | Gail E. Haley                   | A Story a Story                                                              | Vinnare |
| 1971 | Blair Lent                      | The Angry Moon                                                               | Ära     |
| 1971 | Arnold Lobel                    | Frog and Toad Are Friends                                                    | Ära     |
| 1971 | Maurice Sendak                  | In the Night Kitchen                                                         | Ära     |
| 1972 | Janina Domanska                 | If All the Seas Were One Sea                                                 | Ära     |
| 1972 | Tom Feelings                    | Moja Means One: Swahili Counting Book                                        | Ära     |
| 1972 | Nonny Hogrogian                 | One Fine Day                                                                 | Vinnare |
| 1972 | Arnold Lobel                    | Hildilid's Night                                                             | Ära     |
| 1973 | Tom Bahti                       | When Clay Sings                                                              | Ära     |
| 1973 | Leonard Baskin                  | Hosie's Alphabet                                                             | Ära     |
| 1973 | Nancy Ekholm Burkert            | Snow-White and the Seven Dwarfs                                              | Ära     |
| 1973 | Blair Lent                      | The Funny Little Woman                                                       | Vinnare |
| 1973 | Gerald McDermott                | Anansi the Spider: A Tale from the Ashanti                                   | Ära     |
| 1974 | Susan Jeffers                   | Three Jovial Huntsmen                                                        | Ära     |
| 1974 | David Macaulay                  | Cathedral                                                                    | Ära     |
| 1974 | Margot Zemach                   | Duffy and the Devil                                                          | Vinnare |
| 1975 | Tom Feelings                    | Jambo Means Hello: A Swahili Alphabet Book                                   | Ära     |
| 1975 | Gerald McDermott                | Arrow to the Sun                                                             | Vinnare |
| 1976 | Tomie de Paola                  | Strega Nona                                                                  | Ära     |
| 1976 | Leo och Diane Dillon            | Why Mosquitoes Buzz in People's Ears                                         | Vinnare |
| 1976 | Peter Parnall                   | The Desert Is Theirs                                                         | Ära     |
| 1977 | Leo och Diane Dillon            | Ashanti to Zulu: African Traditions                                          | Vinnare |
| 1977 | M. B. Goffstein                 | Fish for Supper                                                              | Ära     |
| 1977 | Nonny Hogrogian                 | The Contest                                                                  | Ära     |
| 1977 | Beverly Brodsky McDermott       | The Golem: A Jewish Legend                                                   | Ära     |
| 1977 | Peter Parnall                   | Hawk, I'm Your Brother                                                       | Ära     |
| 1977 | William Steig                   | The Amazing Bone                                                             | Ära     |
| 1978 | David Macaulay                  | Castle                                                                       | Ära     |
| 1978 | Peter Spier                     | Noah's Ark                                                                   | Vinnare |
| 1978 | Margot Zemach                   | It Could Always Be Worse                                                     | Ära     |
| 1979 | Donald Crews                    | Freight Train                                                                | Ära     |
| 1979 | Paul Goble                      | The Girl Who Loved Wild Horses                                               | Vinnare |
| 1979 | Peter Parnall                   | The Way to Start a Day                                                       | Ära     |
| 1980 | Barbara Cooney                  | Ox-Cart Man                                                                  | Vinnare |
| 1980 | Rachel Isadora                  | Ben's Trumpet                                                                | Ära     |
| 1980 | Uri Shulevitz                   | The Treasure                                                                 | Ära     |
| 1980 | Chris Van Allsburg              | The Garden of Abdul Gasazi                                                   | Ära     |
| 1981 | Molly Bang                      | The Grey Lady and the Strawberry Snatcher                                    | Ära     |
| 1981 | Donald Crews                    | Truck                                                                        | Ära     |
| 1981 | Arnold Lobel                    | Fables                                                                       | Vinnare |
| 1981 | Joseph Low                      | Mice Twice                                                                   | Ära     |
| 1981 | Ilse Plume                      | The Bremen-Town Musicians                                                    | Ära     |
| 1982 | Stephen Gammell                 | Where the Buffaloes Begin                                                    | Ära     |
| 1982 | Anita Lobel                     | On Market Street                                                             | Ära     |
| 1982 | Alice och Martin Provensen      | A Visit to William Blake's Inn: Poems for Innocent and Experienced Travelers | Ära     |
| 1982 | Maurice Sendak                  | Outside Over There                                                           | Ära     |
| 1982 | Chris Van Allsburg              | Jumanji                                                                      | Vinnare |
| 1983 | Marcia Brown                    | Shadow                                                                       | Vinnare |
| 1983 | Diane Goode                     | When I Was Young in the Mountains                                            | Ära     |
| 1983 | Vera B. Williams                | A Chair for My Mother                                                        | Ära     |
| 1984 | Molly Bang                      | Ten, Nine, Eight                                                             | Ära     |
| 1984 | Trina Schart Hyman              | Little Red Riding Hood                                                       | Ära     |
| 1984 | Alice och Martin Provensen      | The Glorious Flight: Across the Channel with Louis Bleriot                   | Vinnare |
| 1985 | Trina Schart Hyman              | Saint George and the Dragon                                                  | Vinnare |
| 1985 | John Steptoe                    | The Story of Jumping Mouse: A Native American Legend                         | Ära     |
| 1985 | Nancy Tafuri                    | Have You Seen My Duckling?                                                   | Ära     |
| 1985 | Paul O. Zelinsky                | Hansel and Gretel                                                            | Ära     |
| 1986 | Stephen Gammell                 | The Relatives Came                                                           | Ära     |
| 1986 | Chris Van Allsburg              | The Polar Express                                                            | Vinnare |
| 1986 | Don Wood                        | King Bidgood's in the Bathtub                                                | Ära     |
| 1987 | Richard Egielski                | Hey, Al                                                                      | Vinnare |
| 1987 | Ann Grifalconi                  | The Village of Round and Square Houses                                       | Ära     |
| 1987 | Suse MacDonald                  | Alphabatics                                                                  | Ära     |
| 1987 | Paul O. Zelinsky                | Rumpelstiltskin                                                              | Ära     |
| 1988 | John Schoenherr                 | Owl Moon                                                                     | Vinnare |
| 1988 | John Steptoe                    | Mufaro's Beautiful Daughters: An African Tale                                | Ära     |
| 1989 | Stephen Gammell                 | Song and Dance Man                                                           | Vinnare |
| 1989 | James Marshall                  | Goldilocks and the Three Bears                                               | Ära     |
| 1989 | Jerry Pinkney                   | Mirandy and Brother Wind                                                     | Ära     |
| 1989 | Allen Say                       | The Boy of the Three-Year Nap                                                | Ära     |
| 1989 | David Wiesner                   | Free Fall                                                                    | Ära     |
| 1990 | Lois Ehlert                     | Color Zoo                                                                    | Ära     |
| 1990 | Trina Schart Hyman              | Hershel and the Hanukkah Goblins                                             | Ära     |
| 1990 | Bill Peet                       | Bill Peet: An Autobiography                                                  | Ära     |
| 1990 | Jerry Pinkney                   | The Talking Eggs: A Folktale from the American South                         | Ära     |
| 1990 | Ed Young                        | Lon Po Po: A Red-Riding Hood Story from China                                | Vinnare |
| 1991 | David Macaulay                  | Black and White                                                              | Vinnare |
| 1991 | Fred Marcellino                 | Puss in Boots                                                                | Ära     |
| 1991 | Vera B. Williams                | More More More, Said the Baby: Three Love Stories                            | Ära     |
| 1992 | Faith Ringgold                  | Tar Beach                                                                    | Ära     |
| 1992 | David Wiesner                   | Tuesday                                                                      | Vinnare |
| 1993 | Carole Byard                    | Working Cotton                                                               | Ära     |
| 1993 | Emily Arnold McCully            | Mirette on the High Wire                                                     | Vinnare |
| 1993 | Lane Smith                      | The Stinky Cheese Man and Other Fairly Stupid Tales                          | Ära     |
| 1993 | Ed Young                        | Seven Blind Mice                                                             | Ära     |
| 1994 | Denise Fleming                  | In the Small, Small Pond                                                     | Ära     |
| 1994 | Kevin Henkes                    | Owen                                                                         | Ära     |
| 1994 | Ted Lewin                       | Peppe the Lamplighter                                                        | Ära     |
| 1994 | Gerald McDermott                | Raven: A Trickster Tale From The Pacific Northwest                           | Ära     |
| 1994 | Chris Raschka                   | Yo! Yes?                                                                     | Ära     |
| 1994 | Allen Say                       | Grandfather's Journey                                                        | Vinnare |
| 1995 | David Diaz                      | Smoky Night                                                                  | Vinnare |
| 1995 | Jerry Pinkney                   | John Henry                                                                   | Ära     |
| 1995 | Eric Rohmann                    | Time Flies                                                                   | Ära     |
| 1995 | Paul O. Zelinsky                | Swamp Angel                                                                  | Ära     |
| 1996 | Stephen T. Johnson              | Alphabet City                                                                | Ära     |
| 1996 | Brian Pinkney                   | The Faithful Friend                                                          | Ära     |
| 1996 | Marjorie Priceman               | Zin! Zin! Zin! a Violin                                                      | Ära     |
| 1996 | Peggy Rathmann                  | Officer Buckle and Gloria                                                    | Vinnare |
| 1996 | Janet Stevens                   | Tops & Bottoms                                                               | Ära     |
| 1997 | Holly Meade                     | Hush!: A Thai Lullaby                                                        | Ära     |
| 1997 | David Pelletier                 | The Graphic Alphabet                                                         | Ära     |
| 1997 | Dav Pilkey                      | The Paperboy                                                                 | Ära     |
| 1997 | Peter Sís                       | Starry Messenger                                                             | Ära     |
| 1997 | David Wisniewski                | Golem                                                                        | Vinnare |
| 1998 | Christopher Myers               | Harlem                                                                       | Ära     |
| 1998 | David Small                     | The Gardener                                                                 | Ära     |
| 1998 | Simms Taback                    | There Was an Old Lady Who Swallowed a Fly                                    | Ära     |
| 1998 | Paul O. Zelinsky                | Rapunzel                                                                     | Vinnare |
| 1999 | Mary Azarian                    | Snowflake Bentley                                                            | Vinnare |
| 1999 | Brian Pinkney                   | Duke Ellington: The Piano Prince and His Orchestra                           | Ära     |
| 1999 | David Shannon                   | No, David!                                                                   | Ära     |
| 1999 | Uri Shulevitz                   | Snow                                                                         | Ära     |
| 1999 | Peter Sís                       | Tibet Through the Red Box                                                    | Ära     |
| 2000 | Molly Bang                      | When Sophie Gets Angry-Really, Really Angry                                  | Ära     |
| 2000 | Trina Schart Hyman              | A Child's Calendar                                                           | Ära     |
| 2000 | Jerry Pinkney                   | The Ugly Duckling                                                            | Ära     |
| 2000 | Simms Taback                    | Joseph Had a Little Overcoat                                                 | Vinnare |
| 2000 | David Wiesner                   | Sector 7                                                                     | Ära     |
| 2001 | Christopher Bing                | Casey at the Bat                                                             | Ära     |
| 2001 | Ian Falconer                    | Olivia                                                                       | Ära     |
| 2001 | Betsy Lewin                     | Click, Clack, Moo: Cows That Type                                            | Ära     |
| 2001 | David Small                     | So You Want to Be President?                                                 | Vinnare |
| 2002 | Bryan Collier                   | Martin's Big Words: the Life of Dr. Martin Luther King, Jr.                  | Ära     |
| 2002 | Brian Selznick                  | The Dinosaurs of Waterhouse Hawkins                                          | Ära     |
| 2002 | Marc Simont                     | The Stray Dog                                                                | Ära     |
| 2002 | David Wiesner                   | The Three Pigs                                                               | Vinnare |
| 2003 | Tony DiTerlizzi                 | The Spider and the Fly                                                       | Ära     |
| 2003 | Peter McCarty                   | Hondo & Fabian                                                               | Ära     |
| 2003 | Jerry Pinkney                   | Noah's Ark                                                                   | Ära     |
| 2003 | Eric Rohmann                    | My Friend Rabbit                                                             | Vinnare |
| 2004 | Margaret Chodos-Irvine          | Ella Sarah Gets Dressed                                                      | Ära     |
| 2004 | Mordicai Gerstein               | The Man Who Walked Between the Towers                                        | Vinnare |
| 2004 | Steve Jenkins och Robin Page    | What Do You Do with a Tail Like This?                                        | Ära     |
| 2004 | Mo Willems                      | Don't Let the Pigeon Drive the Bus!                                          | Ära     |
| 2005 | Kevin Henkes                    | Kitten's First Full Moon                                                     | Vinnare |
| 2005 | Barbara Lehman                  | The Red Book                                                                 | Ära     |
| 2005 | E. B. Lewis                     | Coming on Home Soon                                                          | Ära     |
| 2005 | Mo Willems                      | Knuffle Bunny: A Cautionary Tale                                             | Ära     |
| 2006 | Bryan Collier                   | Rosa                                                                         | Ära     |
| 2006 | Jon J. Muth                     | Zen Shorts                                                                   | Ära     |
| 2006 | Beckie Prange                   | Song of the Water Boatman and Other Pond Poems                               | Ära     |
| 2006 | Marjorie Priceman               | Hot Air: The (Mostly) True Story of the First Hot-Air Balloon Ride           | Ära     |
| 2006 | Chris Raschka                   | The Hello, Goodbye Window                                                    | Vinnare |
| 2007 | David McLimans                  | Gone Wild: An Endangered Animal Alphabet                                     | Ära     |
| 2007 | Kadir Nelson                    | Moses: When Harriet Tubman Led Her People to Freedom                         | Ära     |
| 2007 | David Wiesner                   | Flotsam                                                                      | Vinnare |
| 2008 | Kadir Nelson                    | Henry's Freedom Box: A True Story from the Underground Railroad              | Ära     |
| 2008 | Laura Vaccaro Seeger            | First the Egg                                                                | Ära     |
| 2008 | Brian Selznick                  | The Invention of Hugo Cabret                                                 | Vinnare |
| 2008 | Peter Sís                       | The Wall: Growing Up Behind the Iron Curtain                                 | Ära     |
| 2008 | Mo Willems                      | Knuffle Bunny Too: A Case of Mistaken Identity                               | Ära     |
| 2009 | Marla Frazee                    | A Couple of Boys Have the Best Week Ever                                     | Ära     |
| 2009 | Beth Krommes                    | House in the Night                                                           | Vinnare |
| 2009 | Uri Shulevitz                   | How I Learned Geography                                                      | Ära     |
| 2009 | Melissa Sweet                   | A River of Words: The Story of William Carlos Williams                       | Ära     |
| 2010 | Marla Frazee                    | All the World                                                                | Ära     |
| 2010 | Jerry Pinkney                   | The Lion & the Mouse                                                         | Vinnare |
| 2010 | Pamela Zagarenski               | Red Sings from Treetops: A Year in Colors                                    | Ära     |
| 2011 | Bryan Collier                   | Dave the Potter: Artist, Poet, Slave                                         | Ära     |
| 2011 | Erin E. Stead                   | A Sick Day for Amos McGee                                                    | Vinnare |
| 2011 | David Ezra Stein                | Interrupting Chicken                                                         | Ära     |
| 2012 | Patrick McDonnell               | Me...Jane                                                                    | Ära     |
| 2012 | Chris Raschka                   | A Ball for Daisy                                                             | Vinnare |
| 2012 | John Rocco                      | Blackout                                                                     | Ära     |
| 2012 | Lane Smith                      | Grandpa Green                                                                | Ära     |
| 2013 | Peter Brown                     | Creepy Carrots!                                                              | Ära     |
| 2013 | Jon Klassen                     | This Is Not My Hat                                                           | Vinnare |
| 2013 | Jon Klassen                     | Extra Yarn                                                                   | Ära     |
| 2013 | Laura Vaccaro Seeger            | Green                                                                        | Ära     |
| 2013 | David Small                     | One Cool Friend                                                              | Ära     |
| 2013 | Pamela Zagarenski               | Sleep Like a Tiger                                                           | Ära     |
| 2014 | Aaron Becker                    | Journey                                                                      | Ära     |
| 2014 | Brian Floca                     | Locomotive                                                                   | Vinnare |
| 2014 | Molly Idle                      | Flora and the Flamingo                                                       | Ära     |
| 2014 | David Wiesner                   | Mr. Wuffles!                                                                 | Ära     |
| 2015 | Lauren Castillo                 | Nana in the City                                                             | Ära     |
| 2015 | Mary GrandPré                   | The Noisy Paint Box: The Colors and Sounds of Kandinsky’s Abstract Art       | Ära     |
| 2015 | Jon Klassen                     | Sam and Dave Dig a Hole                                                      | Ära     |
| 2015 | Yuyi Morales                    | Viva Frida                                                                   | Ära     |
| 2015 | Dan Santat                      | The Adventures of Beekle: The Unimaginary Friend                             | Vinnare |
| 2015 | Melissa Sweet                   | The Right Word: Roget and His Thesaurus                                      | Ära     |
| 2015 | Jillian Tamaki                  | This One Summer                                                              | Ära     |
| 2016 | Sophie Blackall                 | Finding Winnie: The True Story of the World’s Most Famous Bear               | Vinnare |
| 2016 | Bryan Collier                   | Trombone Shorty                                                              | Ära     |
| 2016 | Kevin Henkes                    | Waiting                                                                      | Ära     |
| 2016 | Ekua Holmes                     | Voice of Freedom: Fannie Lou Hamer, Spirit of the Civil Rights Movement      | Ära     |
| 2016 | Christian Robinson              | Last Stop on Market Street                                                   | Ära     |
| 2017 | Vera Brosgol                    | Leave Me Alone!                                                              | Ära     |
| 2017 | R. Gregory Christie             | Freedom in Congo Square                                                      | Ära     |
| 2017 | Carson Ellis                    | Du Iz Tak?                                                                   | Ära     |
| 2017 | Javaka Steptoe                  | Radiant Child: The Story of Young Artist Jean-Michel Basquiat                | Vinnare |
| 2017 | Brendan Wenzel                  | They All Saw a Cat                                                           | Ära     |
| 2018 | Thi Bui                         | A Different Pond                                                             | Ära     |
| 2018 | Jason Chin                      | Grand Canyon                                                                 | Ära     |
| 2018 | Elisha Cooper                   | Big Cat, little cat                                                          | Ära     |
| 2018 | Matthew Cordell                 | Wolf in the Snow                                                             | Vinnare |
| 2018 | Gordon C. James                 | Crown: An Ode to the Fresh Cut                                               | Ära     |
| 2019 | Sophie Blackall                 | Hello Lighthouse                                                             | Vinnare |
| 2019 | Brian Lies                      | The Rough Patch                                                              | Ära     |
| 2019 | Grace Lin                       | A Big Mooncake for Little Star                                               | Ära     |
| 2019 | Juana Martinez-Neal             | Alma and How She Got Her Name                                                | Ära     |
| 2019 | Oge Mora                        | Thank You, Omu!                                                              | Ära     |
| 2020 | Rudy Gutierrez                  | Double Bass Blues                                                            | Ära     |
| 2020 | Daniel Minter                   | Going Down Home with Daddy                                                   | Ära     |
| 2020 | Kadir Nelson                    | The Undefeated                                                               | Vinnare |
| 2020 | LeUyen Pham                     | Bear Came Along                                                              | Ära     |
| 2021 | Cozbi A. Cabrera                | Me & Mama                                                                    | Ära     |
| 2021 | Noa Denmon                      | A Place Inside of Me                                                         | Ära     |
| 2021 | Cindy Derby                     | Outside In                                                                   | Ära     |
| 2021 | Michaela Goade                  | We Are Water Protectors                                                      | Vinnare |
| 2021 | Yuko Shimizu                    | The Cat Man of Aleppo                                                        | Ära     |
| 2022 | Jason Chin                      | Watercress                                                                   | Vinnare |
| 2022 | Shawn Harris                    | Have You Ever Seen a Flower?                                                 | Ära     |
| 2022 | Corey R. Tabor                  | Mel Fell                                                                     | Ära     |
| 2022 | Floyd Cooper                    | Unspeakable: The Tulsa Race Massacre                                         | Ära     |
| 2022 | Micha Archer                    | Wonder Walkers                                                               | Ära     |

## Mottagare av flera Caldecottmedaljer
- Mottagare av två medaljer: Leo och Diane Dillon, Chris Van Allsburg, Barbara Cooney, Nonny Hogrogian, Robert McCloskey
- Mottagare av tre medaljer: Marcia Brown, David Wiesner